# José Artés de Arcos
José Artés de Arcos, né le 27 février 1893 à Alham et mort le 1ᵉʳ janvier 1985 à Almeria. Il s'est fait connaître dans le monde de l'automobile, entre autres réalisations, pour avoir été le pilote de voitures de course telles que la Guepardo de Formule 4 (1966), l'Artés Campeador (1967) ou la voiture amphibie à 6 roues l' Artés Gato Montés (1971).

## Biographie
José Artés de Arcos, né dans une famille de boulangers, a rapidement démontré des talents manuels remarquables, se distinguant par sa capacité à réparer et à fabriquer divers objets du quotidien. Très jeune, il commence à travailler dans des entreprises minières telles que Sota Aznar et la Compagnie Minière Espagnole de San Juan à Melilla. C'est dans cette ville qu'il développe et dépose son premier brevet : un moteur rotatif enregistré sous le numéro 61714. Ce brevet marque le début d'une carrière prolifique, avec plus de cinq cents inventions brevetées au cours de sa vie.

## Carrière

### L'atelier à Barcelone
En 1918, José Artés de Arcos s'installe à Barcelone, où il travaille dans une entreprise spécialisée dans la réparation de moteurs de navires. Grâce aux revenus issus d'une réparation particulièrement importante, il parvient à économiser suffisamment pour ouvrir, en 1927, un petit atelier de réparation automobile. En 1929, il s'installe dans un loft en bois situé dans les locaux de son atelier, rue de Corse. Le nom Artés devient alors synonyme de qualité et est même visible sur le pare-chocs de la voiture de Sa Majesté le roi Alphonse XIII, témoignant de la réputation de son travail.

### L'économiseur de carburant et les haut-parleurs d'admission
Parmi les inventions marquantes de José Artés de Arcos figurent l'économiseur de gaz, qui devint son brevet le plus célèbre et le plus rentable, ainsi que le cornet d'admission, rapidement imité par de nombreux pays. Pour promouvoir ce dernier, il réalise une tournée en Espagne, où il attache l'appareil à une voiture et parcours diverses villes. Les habitants, intrigués, découvrent un dispositif émettant de la musique régionale à travers un ensemble de haut-parleurs à dix notes, suscitant l'étonnement et la fascination du public.
Ce voyage promotionnel de José Artés de Arcos se conclut dans la cour du Palais d'Orient, où il fit une entrée triomphale en jouant la Marcha Real. Peu après, il poursuivit son périple jusqu'aux Champs-Élysées à Paris, où il participa au Salon de l'Automobile, interprétant la Marseillaise. Au fil des années, son entreprise devint un acteur majeur dans le domaine des industries auxiliaires de l'automobile. En reconnaissance de ses contributions, il reçut la Médaille d'Argent du Mérite du Travail en 1965, soulignant son impact durable dans l'industrie.

## Carrière dans les affaires
En 1972, dans ses mémoires, Artés de Arcos écrit:
« Comme tant d'autres, j'ai dû quitter ma maison et mon peuple (Alhama de Almería), et comme tant d'autres, je me suis dirigé vers la région hautement industrielle, laborieuse et intelligente, la Catalogne, où le travail, les études pendant les heures qui appartenaient au repos, la lutte pour la vie, pendant de longues, longues années, ont été couronnées de succès, non pas grâce à des affaires faciles, ni à des loteries, encore moins à l'exploitation humaine, mais en créant des innovations que le consommateur public a payées grassement, comme un caprice, mes propres inventions qui ont fait le tour du monde et ont été copiées dans tous les pays industrialisés. »
À Barcelone, José Artés de Arcos s'est distingué non seulement comme inventeur, mais aussi par son engagement envers la communauté et ses employés. En tant que membre actif de la Chambre de Commerce, d'Industrie et de Navigation, il a soutenu ses travailleurs en construisant deux groupes de 60 logements et en leur offrant divers avantages sociaux. En reconnaissance de ses efforts pour améliorer les conditions de vie de ses employés et pour son comportement exemplaire, le gouvernement lui a décerné le prestigieux titre de Modèle d'Entreprise.

## Reconnaissance
Joseph Artés de Arcos est honoré en tant que Citoyen d'Honneur d'Arenys de Munt et a reçu la Médaille d'Or de la ville en reconnaissance de ses réalisations. Engagé envers le bien-être de la communauté, il a financé l'électrification complète du quartier de Sobirans, en Catalogne, apportant ainsi un bénéfice majeur aux résidents, qui lui ont rendu hommage avec une rue et une plaque commémorative. Cependant, des années plus tard, et pour des raisons inconnues, Arenys de Munt est la seule localité à retirer ces distinctions, laissant un mystère autour de cette décision inattendue.
Joseph Artés de Arcos fut également honoré par sa ville natale, Alhama de Almería, qui lui décerne le titre de Fils Préféré. En hommage à ses nombreuses contributions, la ville lui consacre une rue et érige un monument en sa mémoire. Parmi ses réalisations locales les plus marquantes figure la récupération des eaux de la station thermale de San Nicolas, qu'il rendit accessibles à la fois pour l'usage privé de l’établissement thermal et pour le bénéfice public.
À Barcelone, pour son engagement au sein de la Chambre de Commerce, d'Industrie et de Navigation, ainsi que pour ses initiatives en faveur de ses employés, notamment la construction de deux ensembles de 60 logements et la mise en place de diverses prestations sociales, le Gouvernement lui a décerné le titre d'Entreprise modèle. Cette distinction reconnaît son dévouement à l'amélioration des conditions de vie de ses employés et son rôle actif dans le développement économique de la région.

## Carrière dans le secteur manufacturier
En tant qu’entrepreneur, José Artés de Arcos fonde sa propre entreprise, José Artés de Arcos SA, devenue pionnière en Espagne dans le domaine des fournitures pour l’industrie automobile. Cette société se spécialise dans la fabrication de lumières, de haut-parleurs, de tableaux de bord et de dépliants, entre autres. Il a également introduit la multinationale française Jaeger en Espagne en créant la société Artés-Jaeger, dont les ateliers de production étaient situés à Barberà del Vallès, dans la province de Barcelone. Cette entreprise fabriquait des pièces électroniques automobiles pour diverses marques européennes. De plus, Artés de Arcos a amené en Espagne la société française de fabrication de phares Cibie, avec laquelle il a formé une société appelée PASA. Il a profité des plans d’industrialisation du sud de l’Espagne pour construire l’usine de Martos, dans la province de Jaén. José Artés de Arcos SA disposait d’installations de production à Barcelone, Madrid et Almería, à partir desquelles elle approvisionnait les constructeurs automobiles.